# Alcaldes de Puerto Rico

Escut de Puerto Rico

Els alcaldes de Puerto Rico son el càrrec més alt dels diferents municipis de Puerto Rico. La llei que els regula es la dels Municipis Autònoms de 1991.
Els alcaldes no constitueixen un cos, i no és requerit per llei que ho facin, però per voluntat pròpia han constituït dues organitzacions:
- L'Associació d'Alcaldes del Puerto Rico, que representa els alcaldes del Partit Popular Democràtic i
- La Federació d'Alcaldes del Puerto Rico, el qual representa els alcaldes del Partit Nou Progressista.

Cada alcalde és també el comandant en cap de la seva corresponent policia municipal.

## Context
Històricament els alcaldes solien ser figures polítiques menors donat que la branca executiva del govern de Puerto Rico exercia una autoritat general sobre els municipis. Però després la branca executiva va adoptar una forma decentralitzada de govern i va començar a enfocar-se en la política mes d'estat que local o regional. Aquestes polítiques han concedit un alt grau d'autonomia als municipis i els seus alcaldes, i ha permès a alguns municipis amb alta població i economies locals robustes, com Caguas i San Juan, prosperar i exercitar un alt grau d'autonomia, mentre que d'altres amb menys població, com Florida i Moca, encara tenen reptes per assolir. No obstant això, aquestes polítiques han fet que els alcaldes siguin altament influents en la economia de Puerto Rico tant local, regional com d'estat, així com en la política i societat. Un exemple d'això seria l'impost Willie que va ser implementat independentment a Caguas pel seu alcalde, William Miranda Marín, i després fou adoptat per altres municipis fins que, finalment, va passar a ser un impost sobre vendes general conegut com a Impost de Vendes i Ús de Puerto Rico (IVU).
Avui, els alcaldes han esdevingut importants actors polítics i de suport per altres polítics que busquen suport dels ciutadans que viuen en els seus municipis. També ha esdevingut cada cop més habitual d'implicar i parlar d'assumptes polítics amb els alcaldes, les seves assemblees, i les organitzacions a les quals pertanyen, abans d'implementar polítiques públiques, i aprovant o vetant lleis..

## Alcaldes 2013–2017
El 2016 hi havien 47 alcaldes afiliats al Partit Democràtic Popular (PPD), mentre que els 31 restants eren afiliats al Partit Nou Progressista (PNP). L'alcalde que portava mes temps exercint a l'illa era l'alcalde de Manatí, Juan Aubín Cruz Manzano, des de les eleccions generals de 1976.
| Llista d'alcaldes | Llista d'alcaldes          | Llista d'alcaldes | Llista d'alcaldes    | Llista d'alcaldes |
| Municipi          | Alcalde                    | Partit            | Inici                |                   |
| ----------------- | -------------------------- | ----------------- | -------------------- | ----------------- |
| Adjuntas          | Jaime H. Barlucea          | PNP               | 2005                 |                   |
| Aguada            | Jessie Cortés Ramos        | PPD               | 2013                 |                   |
| Aguadilla         | Carlos Méndez Martínez     | PNP               | 1997                 |                   |
| Aguas Buenas      | Luis Arroyo Chiques        | PPD               | 2005                 |                   |
| Aibonito          | William Alicea Pérez       | PNP               | 2009                 |                   |
| Añasco            | Jorge Estévez Martínez     | PPD               | 2009                 |                   |
| Arecibo           | Carlos Molina              | PNP               | 14 de gener de 2013  |                   |
| Arroyo            | Eric Bachier Román         | PPD               | 14 gener de 2013     |                   |
| Barceloneta       | Wanda Soler Rosario        | PPD               | 10 de març de 2012   |                   |
| Barranquitas      | Francisco López López      | PNP               | 1997                 |                   |
| Bayamón           | Ramón Luis Rivera, Jr.     | PNP               | 2001                 |                   |
| Cabo Rojo         | Bobby Ramírez Kurtz        | PPD               | 2013                 |                   |
| Caguas            | William Miranda Torres     | PPD               | 16 d'agost de 2010   |                   |
| Camuy             | Edwin García Feliciano     | PNP               | 12 d'octubre de 2002 |                   |
| Canóvanas         | José Ramón Soto            | PNP               | 1993                 |                   |
| Carolina          | José Aponte Dalmau         | PPD               | 10 de maig de 2007   |                   |
| Cataño            | José Rosario               | PPD               | 2009                 |                   |
| Cayey             | Rolando Ortíz Velázquez    | PPD               | 1997                 |                   |
| Ceiba             | Angelo Cruz Ramos          | PNP               | 2013                 |                   |
| Ciales            | Juan José Rodríguez Pérez  | PPD               | 2013                 |                   |
| Cidra             | Javier Carrasquillo        | PNP               | 14 de gener de 2013  |                   |
| Coamo             | Juan Carlos García Padilla | PPD               | 2001                 |                   |
| Comerío           | José A. Santiago           | PPD               | 2001                 |                   |
| Corozal           | Sergio Torres Torres       | PPD               | 2013                 |                   |
| Culebra           | Iván Solís                 | PPD               | 2013                 |                   |
| Dorado            | Carlos López Rivera        | PPD               | August 3, 1987       |                   |
| Fajardo           | Aníbal Meléndez Rivera     | PNP               | 1989                 |                   |
| Florida           | José Gerena Polanco        | PNP               | 2013                 |                   |
| Guánica           | Santos Seda                | PNP               | 13 de gener de 2013  |                   |
| Guayama           | Eduardo Cintrón            | PPD               | 2013                 |                   |
| Guayanilla        | Edgardo Arlequín Vélez     | PPD               | 2001                 |                   |
| Guaynabo          | Héctor O'Neill             | PNP               | 1993                 |                   |
| Gurabo            | Víctor Manuel Ortíz        | PNP               | 2005                 |                   |
| Hatillo           | José "Chely" Rodríguez     | PPD               | 2005                 |                   |
| Hormigueros       | Pedro García Figueroa      | PPD               | 2005                 |                   |
| Humacao           | Marcelo Trujillo           | PPD               | 2001                 |                   |
| Isabela           | Carlos Delgado Altieri     | PPD               | 2001                 |                   |
| Jayuya            | Jorge González Otero       | PPD               | 1997                 |                   |
| Juana Díaz        | Ramón Hernández Torres     | PPD               | 2001                 |                   |
| Juncos            | Alfredo Alejandro Carrión  | PPD               | 2001                 |                   |
| Lajas             | Marcos Irizarry            | PPD               | 13 de gener de 2013  |                   |
| Lares             | Roberto Pagán Centeno      | PNP               | 2005                 |                   |
| Las Marías        | Edwin Soto Santiago        | PNP               | 2017                 |                   |
| Las Piedras       | Miguel López Rivera        | PNP               | 2009                 |                   |
| Loíza             | Eddie Manso                | PNP               | 2005                 |                   |
| Luquillo          | Jesús Márquez Rodríguez    | PPD               | 2013                 |                   |
| Manatí            | Juan Aubín Cruz Manzano    | PNP               | 1977                 |                   |
| Maricao           | Gilberto Pérez Valentín    | PNP               | 1993                 |                   |
| Maunabo           | Jorge L. Marquéz Pérez     | PPD               | 2001                 |                   |
| Mayagüez          | José Guillermo Rodríguez   | PPD               | 1993                 |                   |
| Moca              | José Avilés Santiago       | PNP               | 2001                 |                   |
| Morovis           | Heriberto Rodríguez        | PNP               | 2005                 |                   |
| Naguabo           | Noé Marcano                | PNP               | 13 de gener de 2013  |                   |
| Naranjito         | Orlando Ortíz Chevres      | PNP               | 2009                 |                   |
| Orocovis          | Jesús Colón Berlingeri     | PNP               | 1998                 |                   |
| Patillas          | Norberto Soto Figueroa     | PPD               | 2013                 |                   |
| Peñuelas          | Walter Torres Maldonado    | PPD               | 1997                 |                   |
| Ponce             | María Meléndez Altieri     | PNP               | 2009                 |                   |
| Quebradillas      | Heriberto Vélez            | PPD               | 2005                 |                   |
| Rincón            | Carlos López Bonilla       | PPD               | 2001                 |                   |
| Río Grande        | Ángel "Bori" González      | PPD               | 2014                 |                   |
| Sabana Grande     | Miguel Ortíz Vélez         | PPD               | 1993                 |                   |
| Salinas           | Karilyn Bonilla Colón      | PPD               | 14 de gener de 2013  |                   |
| San Germán        | Isidro Negrón              | PPD               | 2001                 |                   |
| San Juan          | Carmen Yulín Cruz          | PPD               | 14 de gener de 2013  |                   |
| San Lorenzo       | José Román Abreu           | PPD               | 2001                 |                   |
| San Sebastián     | Javier Jiménez             | PNP               | 2005                 |                   |
| Santa Isabel      | Enrique Questell           | PNP               | 2005                 |                   |
| Toa Alta          | Clemente Agosto            | PPD               | 14 de gener de 2013  |                   |
| Toa Baja          | Aníbal Vega Borges         | PNP               | 2005                 |                   |
| Trujillo Alto     | José Luis Cruz Cruz        | PPD               | 2009                 |                   |
| Utuado            | Ernesto Irizarry Salvá     | PPD               | 14 de gener de 2013  |                   |
| Vega Alta         | Isabelo Molina             | PNP               | 2005                 |                   |
| Vega Baja         | Marcos Cruz Molina         | PPD               | 14 de gener de 2013  |                   |
| Vieques           | Víctor Emeric              | PPD               | 14 de gener de 2013  |                   |
| Villalba          | Waldemar Rivera Torres     | PPD               | 2005                 |                   |
| Yabucoa           | Rafael Surillo             | PPD               | 14 de gener de 2013  |                   |
| Yauco             | Abel Nazario               | PNP               | 2001                 |                   |